# Vincenzo Diamare
Vincenzo Diamare (Napoli, 3 aprile 1871 – Napoli, 20 gennaio 1966) è stato un anatomista e patologo italiano.
Fu molto attivo nella ricerca, particolarmente attratto dagli studi di morfologia, e affrontò una enorme varietà di argomenti; iniziò dall'anatomia comparata per poi passare a fisiologia e istologia, con lo scopo di trovare applicazioni nella patologia.

## Biografia
Figlio di Andrea Diamare e Tommasina Silvestri, si iscrisse alla Facoltà di medicina e chirurgia dell'Università degli Studi di Napoli. Nel 1892 iniziò a frequentare l'Istituto di anatomia comparata diretto da Salvatore Trinchese, il quale lo presentò al direttore della stazione zoologica Anton Dohrn, che in quel periodo lavorava alla stazione con István Apáthy, Hans Driesch e Albrecht Bethe; in questa fase Diamare condusse degli studi sull'anatomia e sulla fisiologia dei cestodi. Nel 1896 si laureò e nel 1897 divenne primo coadiutore della cattedra di biologia e zoologia tenuta da Antonio Della Valle. Nel 1902 gli fu temporaneamente affidata la cattedra di anatomia e fisiologia comparata dell'Università degli Studi di Camerino, mentre dal 1906 al 1908 fu titolare della cattedra di zoologia e anatomia comparata dell'Università degli Studi di Perugia, trasferendosi poi all'Università degli Studi di Siena, dove ebbe come proprio allievo Giulio Cotronei. Nel 1923 passò all'Università di Pisa e nel 1925 fu chiamato a succedere a Giovanni Paladino alla cattedra di istologia, fisiologia generale ed embriologia dell'Università di Napoli.
Con il pensionamento, arrivato nel 1942, venne insignito della medaglia d'oro al merito della scuola e nel 1951 vinse il premio Feltrinelli per l'ambito delle scienze biologiche.